# 北碚博物館
北碚博物馆，位于重庆市北碚区云清路77号，是重庆市北碚区属纪念性、抗战遗址类的公益性文博事业单位。

## 历史
北碚博物馆成立于2011年，是全额拨款事业单位。北碚博物馆与北碚区文物管理所合署办公，实行两块牌子一套班子。北碚博物馆下属6处文物保护单位（纪念馆）：卢作孚纪念馆、四世同堂纪念馆、梁实秋纪念馆、晏阳初纪念馆、抗战时期荣誉军人自治实验区陈列馆、国立复旦大学重庆旧址。占地面积共8832平方米，展厅面积共1962.5平方米，藏品总量共1.5万件（套）。2013年，北碚博物馆被国家文物局评为国家三级博物馆。2014年，北碚博物馆对外征集标识。